# グウェンドリン・ブルックス
グウェンドリン・ブルックス（Gwendolyn Brooks、1917年6月7日 – 2000年12月3日）は、アメリカの詩人、作家、教師。ありふれた生活のなかの喜びや苦しみを詩に書いた。1950年5月1日、詩集『Annie Ellen』でピューリッツァー賞（詩部門）を受賞。アフリカ系アメリカ人で初のピューリッツァー賞受賞者となった。
生涯を通じて多数の作品を生み出し、数々の賞を受賞している。1968年にイリノイ州の桂冠詩人（Poet Lauriate）に選出され、亡くなるまでの32年間その座に留まった。1985年から86年にかけて全米桂冠詩人にも選ばれている。1976年にはアフリカ系アメリカ人女性として初めて、米国芸術文学アカデミーの会員に選ばれた。

## 仕事

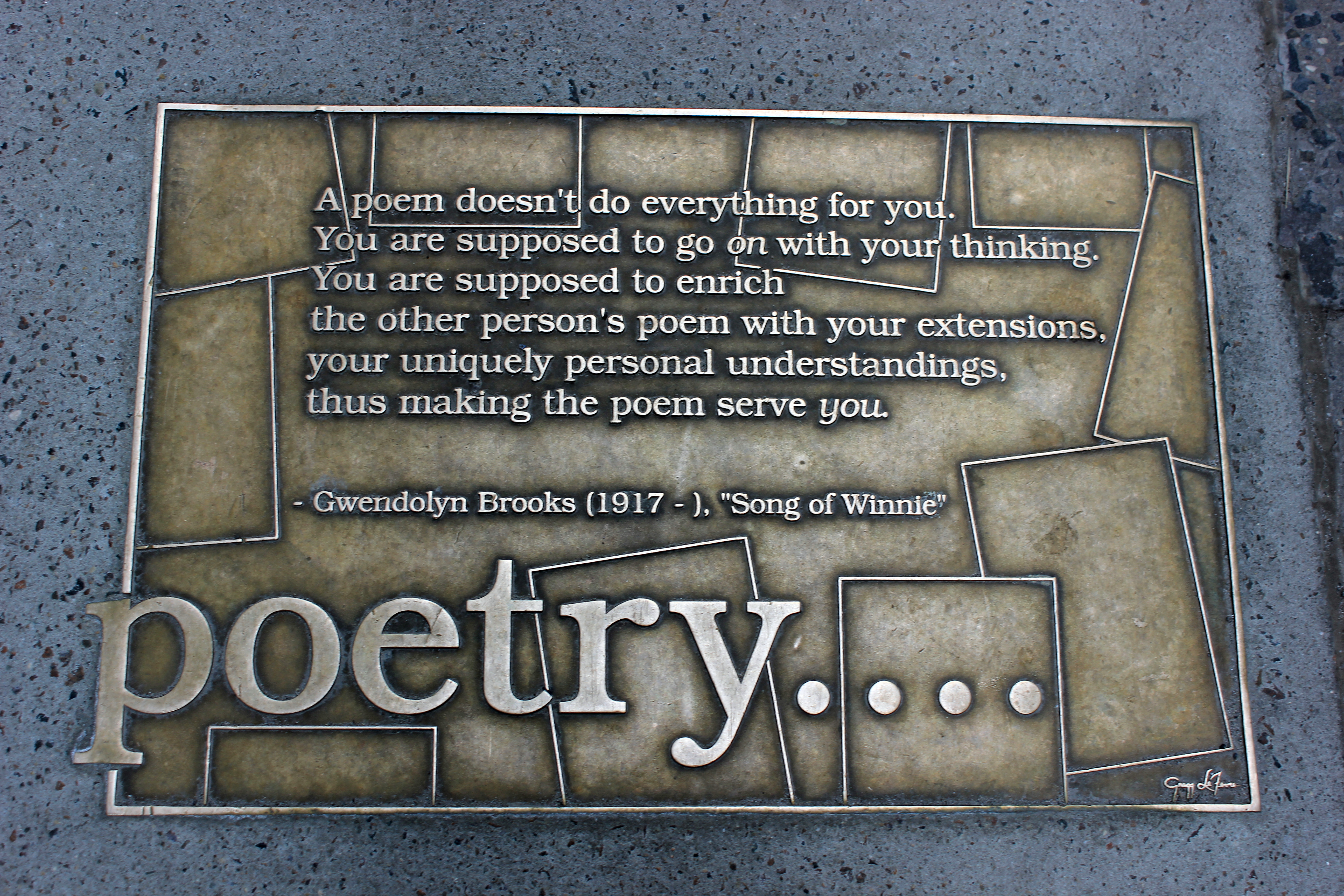
ニューヨーク公共図書館のライブラリー・ウォークに刻まれたブルックスの詩

### 創作
13歳のとき、初めての詩「Eventide」（夕暮れ）が子ども向け雑誌に掲載された。16歳の時点ですでに75本ほどの詩を発表しており、17歳で黒人新聞シカゴ・ディフェンダーに詩を投稿するようになる。ウィルソン・ジュニア・カレッジ在学中に数多くの詩を発表し、伝統的なバラッドやソネットから、ブルースのリズムを用いた自由詩まで幅広いスタイルを披露した。初期の作品はジェームズ・ウェルダン・ジョンソンやリチャード・ライト、ラングストン・ヒューズといった著名な作家から高く評価された。ジェームズ・ウェルダン・ジョンソンから初めて詩の批評が送られたのは16歳のときである。
ブルックスの詩はシカゴでの都市生活に根付いていた。「アパートの2階の小さな角部屋に住んでいて、窓から一方の側を、次に別の側を見ることができました。それが作品の素材です」と語っている。
1941年頃には詩のワークショップに参加しはじめた。なかでもイネズ・カニンガム・スタークという裕福な白人女性の主催するワークショップの影響は大きかった。ブルックスはこのワークショップで自分のボイスを見つけ、先人の技術に対する理解を深めていった。高名な詩人ラングストン・ヒューズもこのワークショップを訪れ、ブルックスが自作の詩を朗読するのを聞いたという。1944年、14歳の頃から掲載を目指して投稿を続けていた雑誌『ポエトリー』に２篇の詩が掲載されることになった。掲載にあたって作者プロフィールの提出を求められたブルックスは、自身の職業を「主婦」と記した。
1945年には初の詩集『A Street in Bronzeville』がハーパー社から出版された。詩の主題はシカゴで育つアフリカ系アメリカ人の少女に関するものである。ブロンズヴィルでの生活の手ざわりを真摯に描いたこの詩集は、たちまち批評家の称賛を浴びた。のちにブルックスは、自分の評判の火付け役となったのがシカゴ・トリビューン紙に掲載されたポール・エングルによる批評であったと語っている。エングルはこの批評のなかで、ロバート・フロストの詩が「白人の詩」と呼ばれないのと同様、ブルックスの詩も単に「黒人の詩」と捉えられるべきではないと述べた。1946年にブルックスはグッゲンハイム・フェローを受賞、マドモアゼル誌の「今年の若い女性10人」にも選ばれた。
2冊目の詩集『Annie Allen』（1949年）は、シカゴのブロンズヴィル地区で少女から大人になっていく黒人女性の生活と経験に焦点を当てたものである。この詩集は1950年のピューリッツァー賞詩部門を受賞し、ポエトリー誌のユーニス・ティージェンス賞も受賞した。 
1953年、ブルックスは唯一の物語形式の作品『Maud Martha』を出版した。モード・マーサ・ブラウンという黒人女性が体験する34のエピソードを切り取った物語である。主人公モードは他者から偏見の目で見られ、白人からだけでなく、肌のトーンが薄い黒人からも差別されている（ここには著者自身の体験が反映されている）。最終的にモードは、差別的な店員に背を向ける。批評家のあいだでは貶められた者の勝利という見方もあれば、レイシズムとセクシズムによる苦しみや怒り、そして抑圧された者の沈黙を描いた作品だという評価もある。
1967年、ラングストン・ヒューズが亡くなった年に、ブルックスはナッシュビルのフィスク大学で開催された第2回黒人作家会議に出席した。一説によれば、ここで彼女はアミリ・バラカやドン・L・リーなどの活動家やアーティストと出会い、ブラック・ナショナリズムの思想にふれたという。最近の研究によるとブルックスは長年シカゴの左派政治に関わってきたが、マッカーシズムによる弾圧が強まるなか、それまでの政治的つながりから距離を置くためにブラック・ナショナリストの姿勢を採用したとも論じられている。黒人作家会議での経験は、その後のブルックスの創作に大きな影響を与えた。1968年には代表作のひとつ『In the Mecca』を出版。シカゴのアパートで行方不明になった子どもを探す母親の姿を描いた長編詩である。この詩は全米図書賞の詩部門にノミネートされた。

### 教職
初めて教壇に立ったのはシカゴ大学で、作家フランク・ロンドン・ブラウンに招かれてアメリカ文学の講義を担当したときだったという。それ以降、ブルックスは生涯にわたり精力的に詩と創作の教育に携わった。コロンビア・カレッジ・シカゴ、ノースイースタン・イリノイ大学、シカゴ州立大学、エルムハースト・カレッジ、コロンビア大学、ニューヨーク市立大学シティ・カレッジなど、各地の大学で教鞭をとった。

## 受賞歴
- 1946年 グッゲンハイム・フェロー[2]
- 1949年 ポエトリー誌 ユーニス・ティージェンス賞[2]
- 1950年 ピューリッツァー賞詩部門[2] - 詩集『Annie Allen』で受賞。アフリカ系アメリカ人で初のピューリッツァー賞受賞者となる[16]
- 1968年 イリノイ州桂冠詩人 - 2000年に亡くなるまで継続[2]
- 1969年 Anisfield-Wolf Book Award[17]
- 1973年 米国議会図書館のHonorary consultant in American letters に任命される[18]
- 1976年 アメリカ文学芸術アカデミー会員に選出
- 1976年 the Shelley Memorial Award of the Poetry Society of America[19]
- 1980年 National Agenda for the Eighties のPresidential Commissionに任命される[18]
- 1981年 ブルックスの功績を称えてイリノイ州ハーベイにグウェンドリン・ブルックス中学校が創設される[18]
- 1985年 米国議会図書館の詩のコンサルタントに任命される。全米桂冠詩人とも呼ばれる名誉あるポジションである[2]
- 1988年 アメリカ女性殿堂受賞[20]
- 1989年 Poetry Society of America よりロバート・フロスト・メダルを授与される[21]
- 1994年 全米人文科学基金の講演者に選出[2]
- 1994年 全米図書基金米文学功労勲章[22]
- 1995年 国民芸術勲章[23]
- 1997年 イリノイ州の並外れた功績者に贈られる Order of Lincoln を授与[24]
- 1999年 傑出した詩人に贈られる Academy of American Poets Fellowship を授与[25]

## 作品
ポエトリー・ファウンデーションは以下の作品を代表作として紹介している。
- A Street in Bronzeville, Harper, 1945.
- Annie Allen, Harper, 1949.
- Maud Martha, Harper, 1953.
- Bronzeville Boys and Girls, Harper, 1956.
- The Bean Eaters, Harper, 1960.
- In the Mecca, Harper, 1968.
- For Illinois 1968: A Sesquicentennial Poem, Harper, 1968.
- Riot, Broadside Press, 1969.
- Family Pictures, Broadside Press, 1970.
- Aloneness, Broadside Press, 1971.
- Report from Part One: An Autobiography, Broadside Press, 1972.
- Black Love, Brooks Press, 1982.
- Mayor Harold Washington; and, Chicago, the I Will City, Brooks Press, 1983.
- The Near-Johannesburg Boy, and Other Poems, David Co., 1987.
- Winnie, Third World Press, 1988.
- Report from Part Two, Third World Press, 1996.
- In Montgomery, and Other Poems, Third World Press, 2003.

そのほかにも作品集が多数出版されている。